# Девід Ейкер
Де́від А́ллен Е́йкер (нар. у 1938 р.) — маркетинговий консультант і автор книг з маркетингу, і, зокрема, з брендингу та стратегій бренду.
Станом на 2012 р. він є віце-президентом глобальної консалтингової компанії Prophet, почесним професором Бізнес-школи імені Хааса Університету Каліфорнії — Берклі та радником одного з найбільший японських рекламних агентств Dentsu. Веде свій блог: Aaker on Brands .